# 인등터널
인등터널(人燈터널)은 충청북도 충주시의 동량면과 산척면을 잇는 충북선 상의 터널로, 1975년에 충북선 복선화 공사에 따라 착공되어 1980년 10월 14일에 준공 및 개통이 되었다. 동량역과 삼탄역 사이에 있으며, 인등산을 관통한다. 이 터널의 개통으로 충북선 산척역이 폐역되었다.

## 같이 보기
- 동량역
- 삼탄역